# Lillesjön (Kärda socken, Småland)
Lillesjön är en sjö i Värnamo kommun i Småland och ingår i Lagans huvudavrinningsområde. Sjön är 4 meter djup, har en yta på 0,04 kvadratkilometer och är belägen 160,3 meter över havet. Vid provfiske har bland annat abborre, braxen, gädda och karpfisk (obestämd) fångats i sjön.

## Fisk
Vid provfiske har följande fisk fångats i sjön:
- Abborre
- Braxen
- Gädda
- Karpfisk obestämd
- Mört